# Villanueva de Jalón
Villanueva de Jalón es una localidad abandonada de la provincia de Zaragoza (España), perteneciente al municipio de Chodes, en la comarca de Valdejalón. Se encuentra situada en la carretera que va desde Morata de Jalón a Purroy, en un alto sobre el río Jalón. Está catalogado como Bien de Interés Cultural en la categoría de Lugar de interés etnográfico.

## Historia
Villanueva de Jalón fue integrado inicialmente a la Provincia de Calatayud, de nueva creación, como resultado de la sesión celebrada en Las Cortes españolas el 7 de octubre de 1821, donde se debatió y aprobó la configuración territorial provincial de España. El 30 de diciembre de 1821 las Cortes aprobaron los límites territoriales de la Provincia de Calatayud, que contaba además con partes de las actuales provincias de Soria, Guadalajara y Teruel. En 1822 ya establecido el marco jurídico, la Diputación de Calatayud fue constituida.
La provincia donde quedó integrado inicialmente Villanueva de Jalón, contaba con una población de más de 100.000 habitantes. La capacidad de atracción de Calatayud sobre su área circundante fue reconocida y resaltada con la creación de la Diputación provincial de Calatayud, una institución con poder político y de gestión administrativa, que abría una perspectiva prometedora de desarrollo. No obstante, su existencia fue efímera, concluyendo con el decreto de 1 de octubre de 1823, por el cual Fernando VII declaró nulos todos los actos del Gobierno constitucional, pasando a integrarse en la de Zaragoza definitivamente.
Así se describe a Villanueva de Jalón en el tomo XVI (1850) del Diccionario geográfico-estadístico-histórico de España y sus posesiones de Ultramar, obra impulsada por Pascual Madoz a mediados del siglo XIX (transcripción):

Villa agregada al ayuntamiento de Purroy (1/2 legua), en la provincia y audiencia territorial de Zaragoza (12 leguas), 
Capitanía General de Aragón, partido judicial de Calatayud(4 1/4 leguas), diócesis de Tarazona (11 leguas). Situado sobre peñas en la ribera izquierda del río Jalón.
Está bien ventilado y goza de un clima frío, afecto a tercianas. Tiene 24 casas, inclusas la municipal y cárcel; iglesia parroquial (Ntra. Sra. de la Huerta) servida por un cura de primer ascenso, que presenta al diocesano el Sr. conde de Morata, y un cementerio en sitio elevado. Su término agregado al de Purroy confronta por Norte con Arándiga; Este Morata del Conde; Sur El Frasno, y Oeste Purroy; en su radio comprende el monte llamado Baldoña con árboles frutales y una dehesa de una hora de extension. El terreno es de regadío, de buena calidad, que fertiliza el río Jalón, del que se surten también los vecinos para sus usos. Los caminos son locales, en buen estado. El correo se recibe de la administración de Calatayud por valijero. PRODUCTOS: trigo, cebada, maíz, judías, patatas, uvas y olivas; mantiene ganado lanar; hay caza de perdices y conejos, y pesca de barbos, INDUSTRIA.: la agrícola, POBLACIÓN.: 14 vecinos, 66 almas, CAPITAL PORD.: 270.600 reales. IMPONIBLE.: 15.700 reales CONTRIBUCIÓN.: 3.319 reales
Diccionario geográfico-estadístico-histórico de España y sus posesiones de Ultramar

Fundada en el siglo XIII, y formando parte de Chodes desde 1845, el pueblo fue abandonado en la década de los cincuenta del siglo XX, quedando reducido a escombros. La Torre de la Iglesia de Santa María de la Huerta fue declarada Patrimonio de la humanidad en 2001 por la Unesco, formando parte del mudéjar aragonés. También cabe destacar el castillo, ahora en estado ruinoso. Recientemente se ha rehabilitado el acceso al pueblo por carretera, ya que este había desaparecido.

## Galería

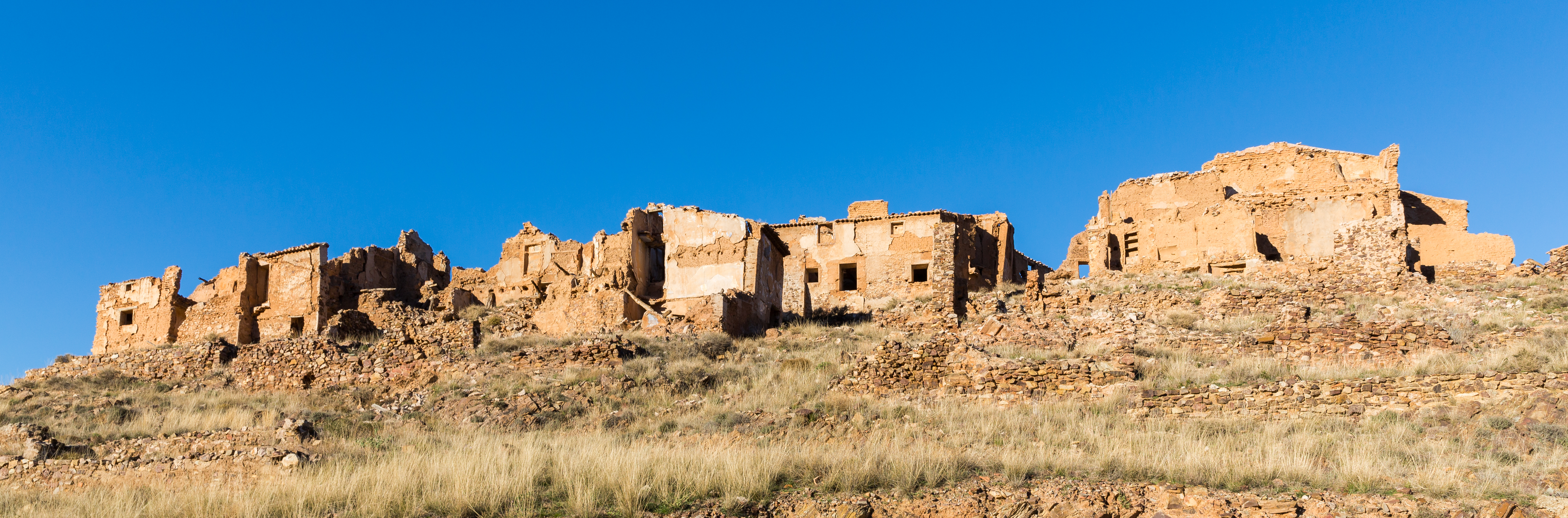
Vista del pueblo desde la carretera.
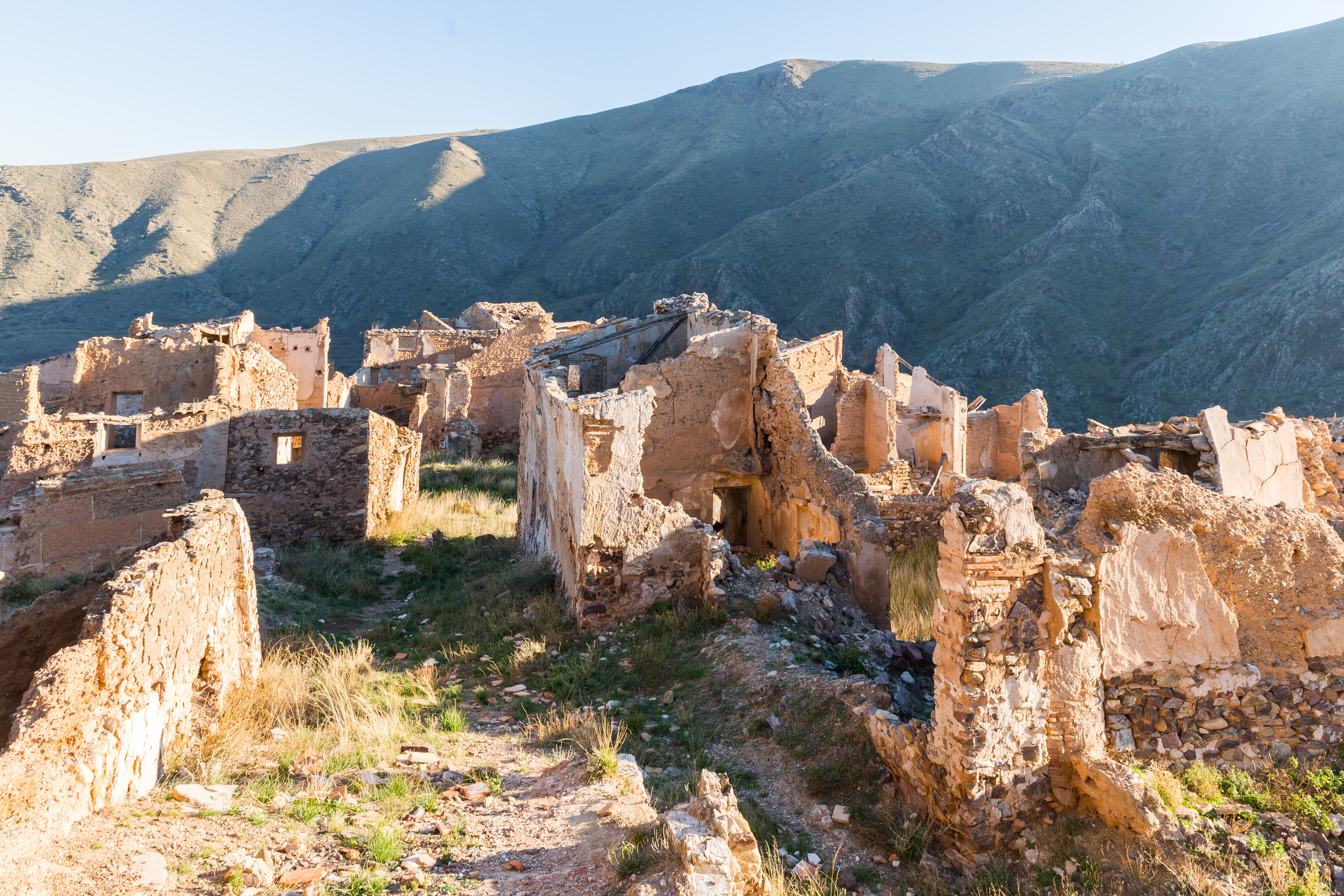
Vista de algunas de las ruinas desde la parte más alta.
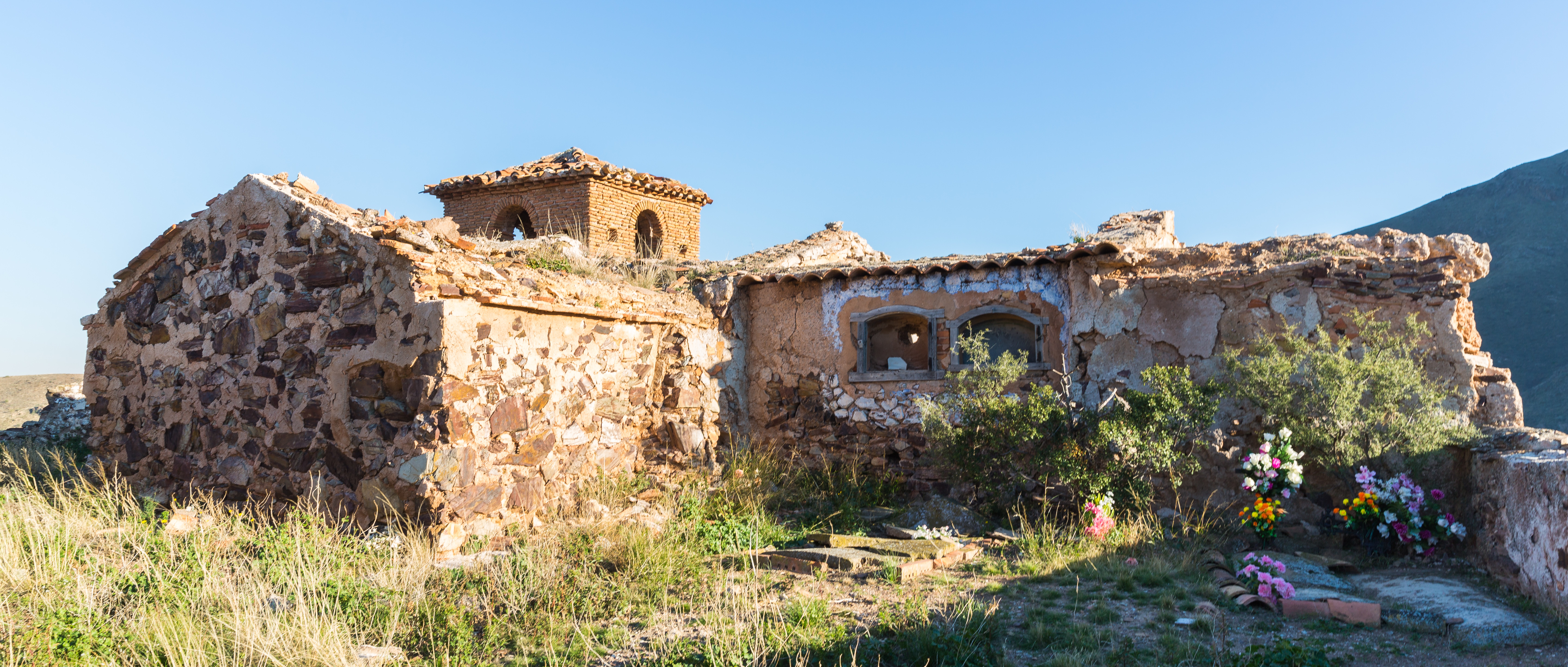
Cementerio.
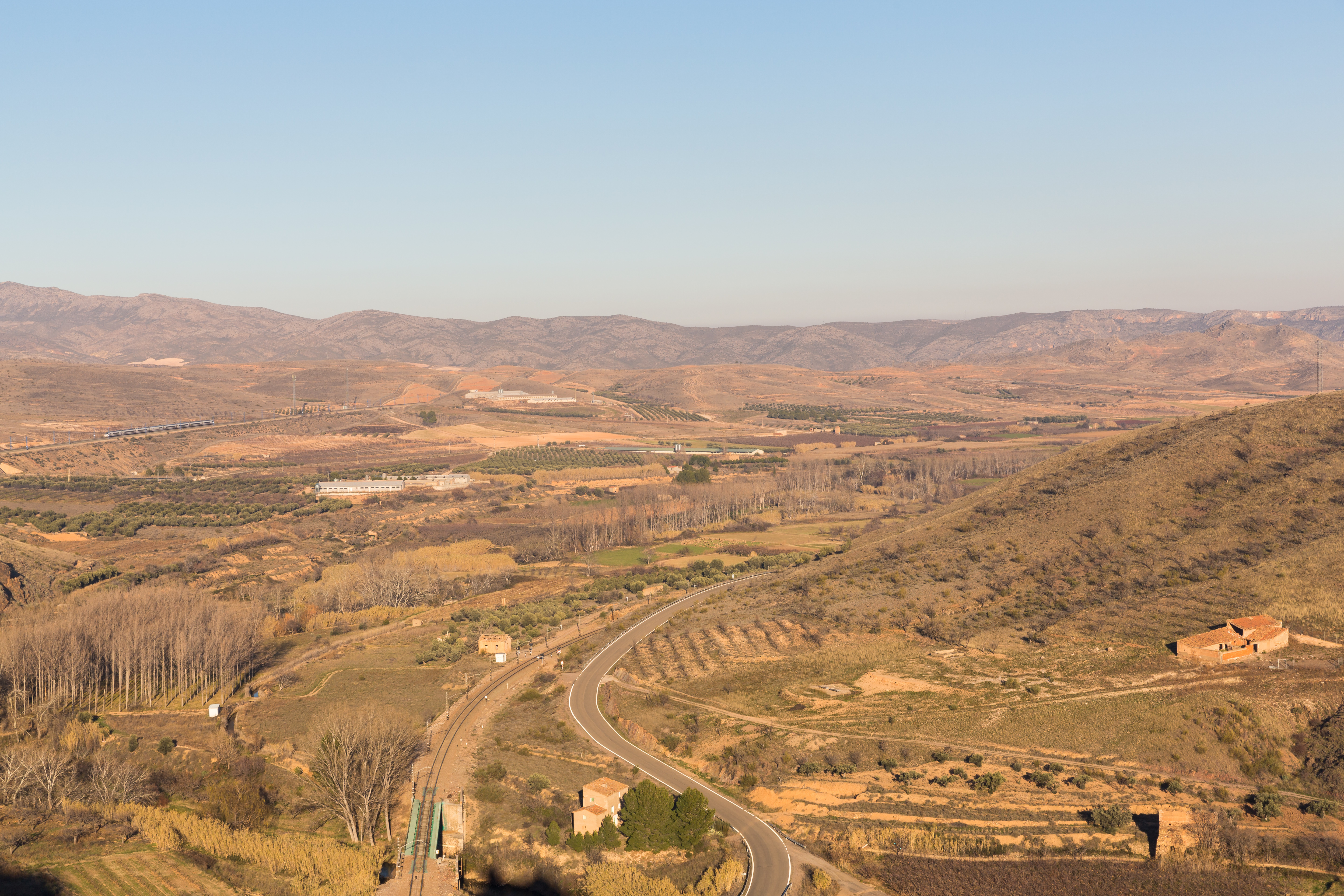
Paisaje desde el pueblo.
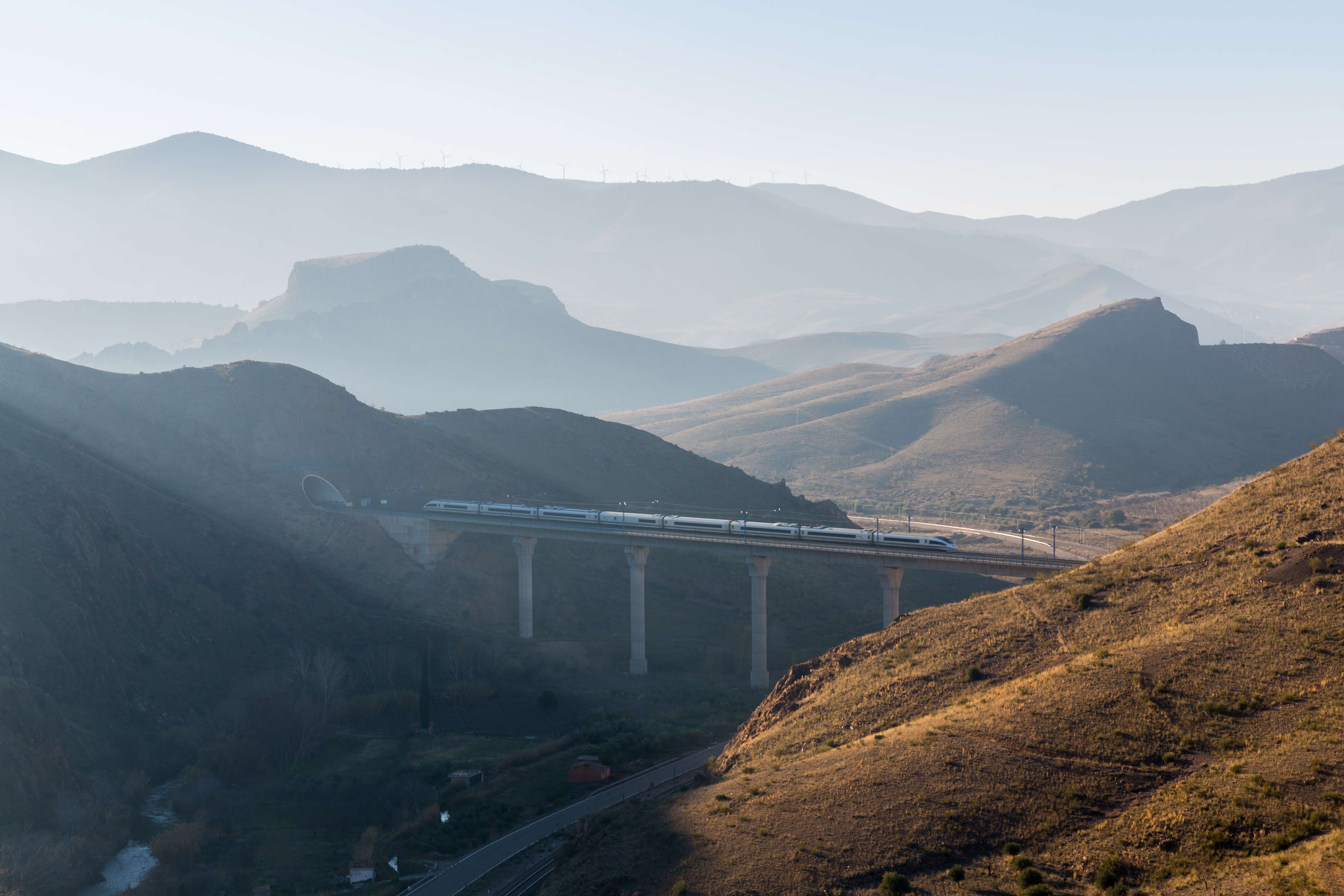
Paso del AVE visto desde el pueblo.
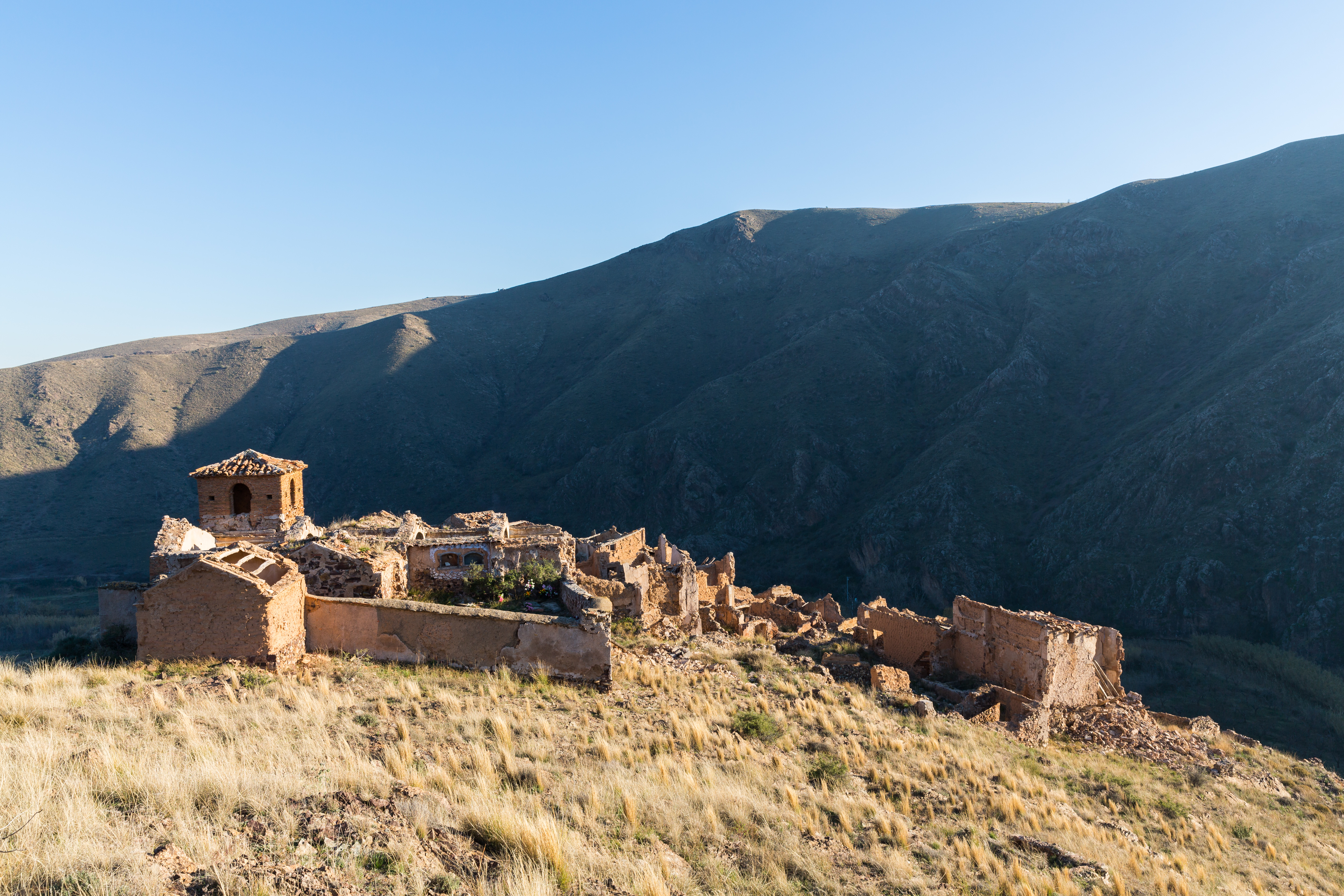
Vista del pueblo.
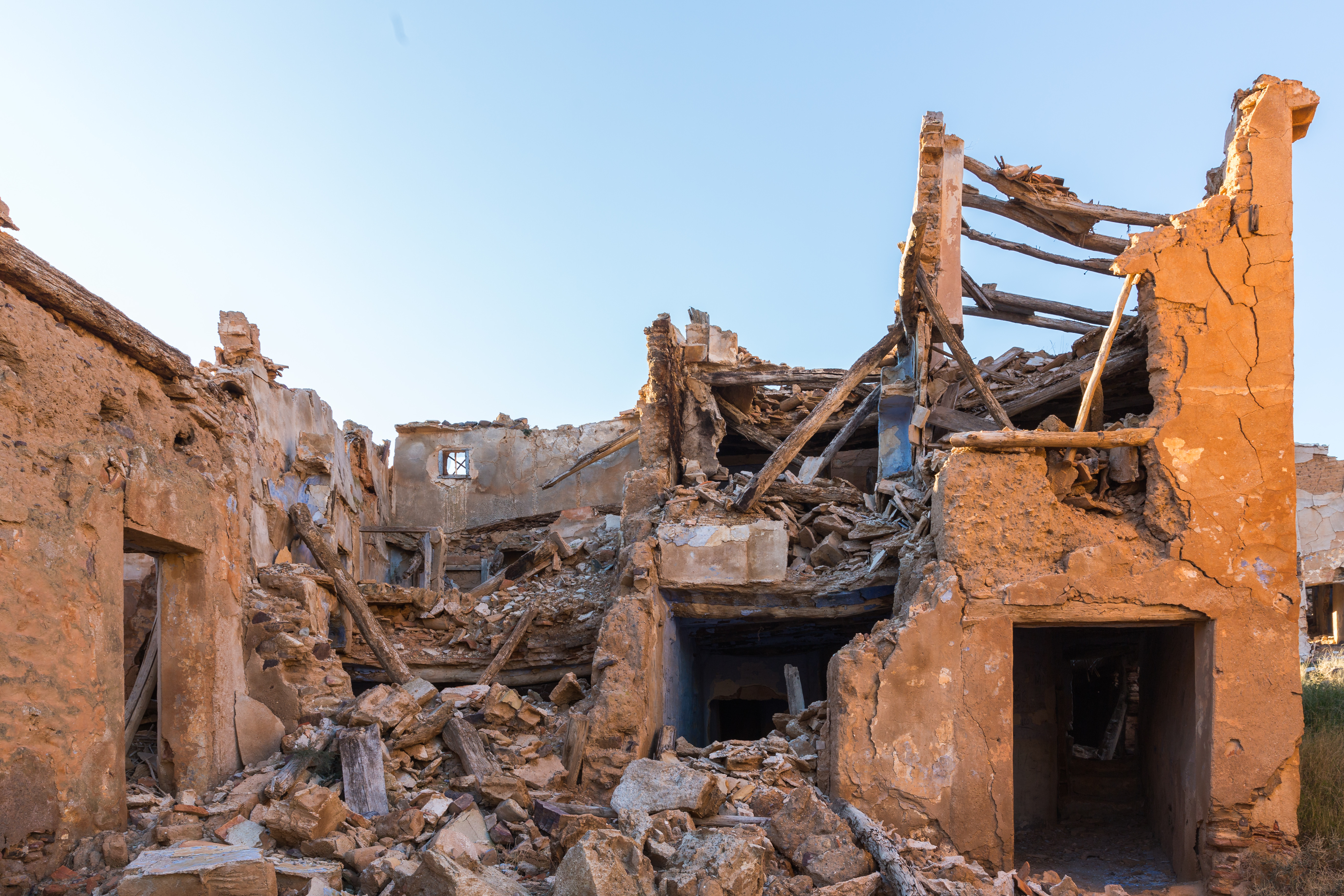
Edificio en ruinas.
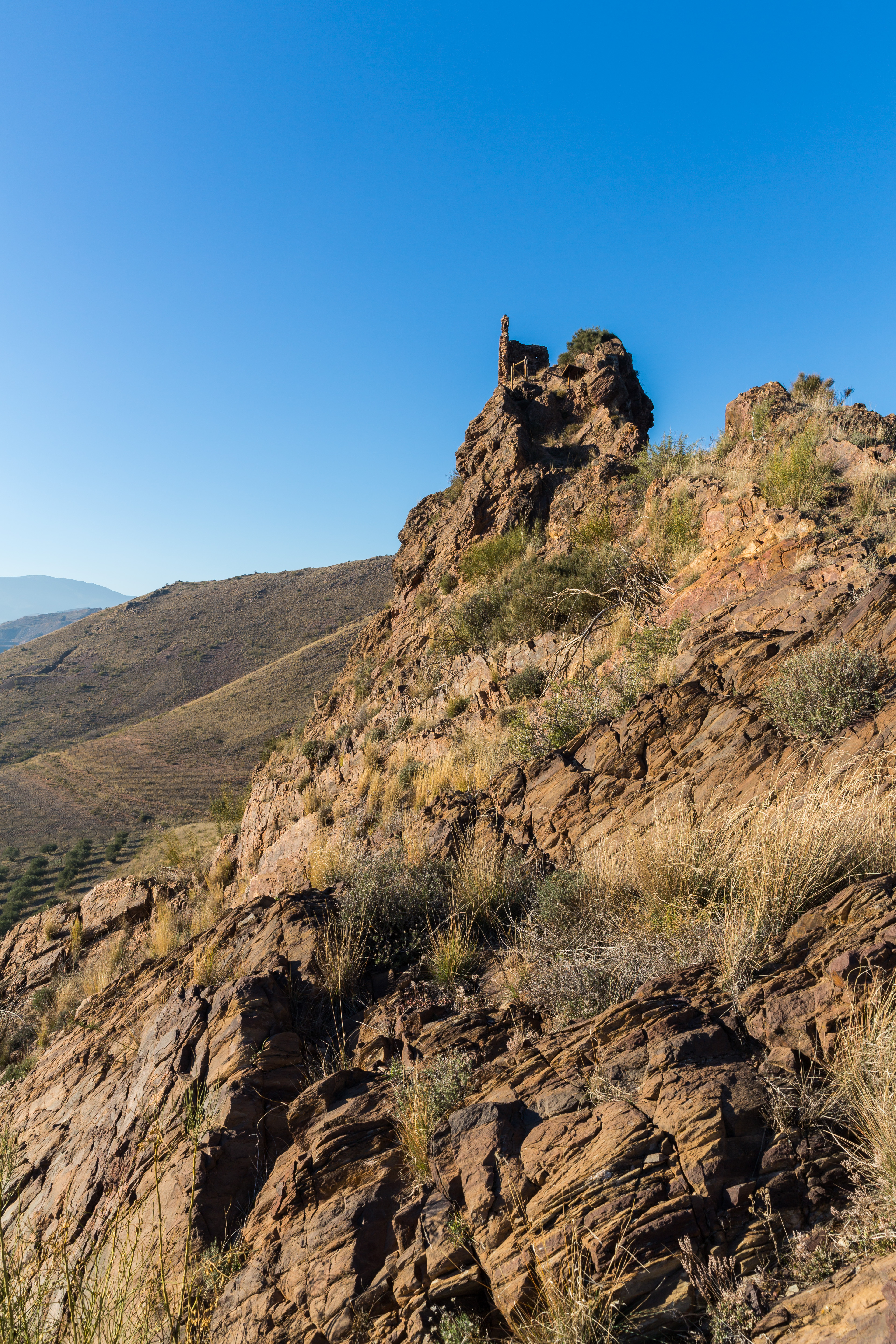
Castillo.
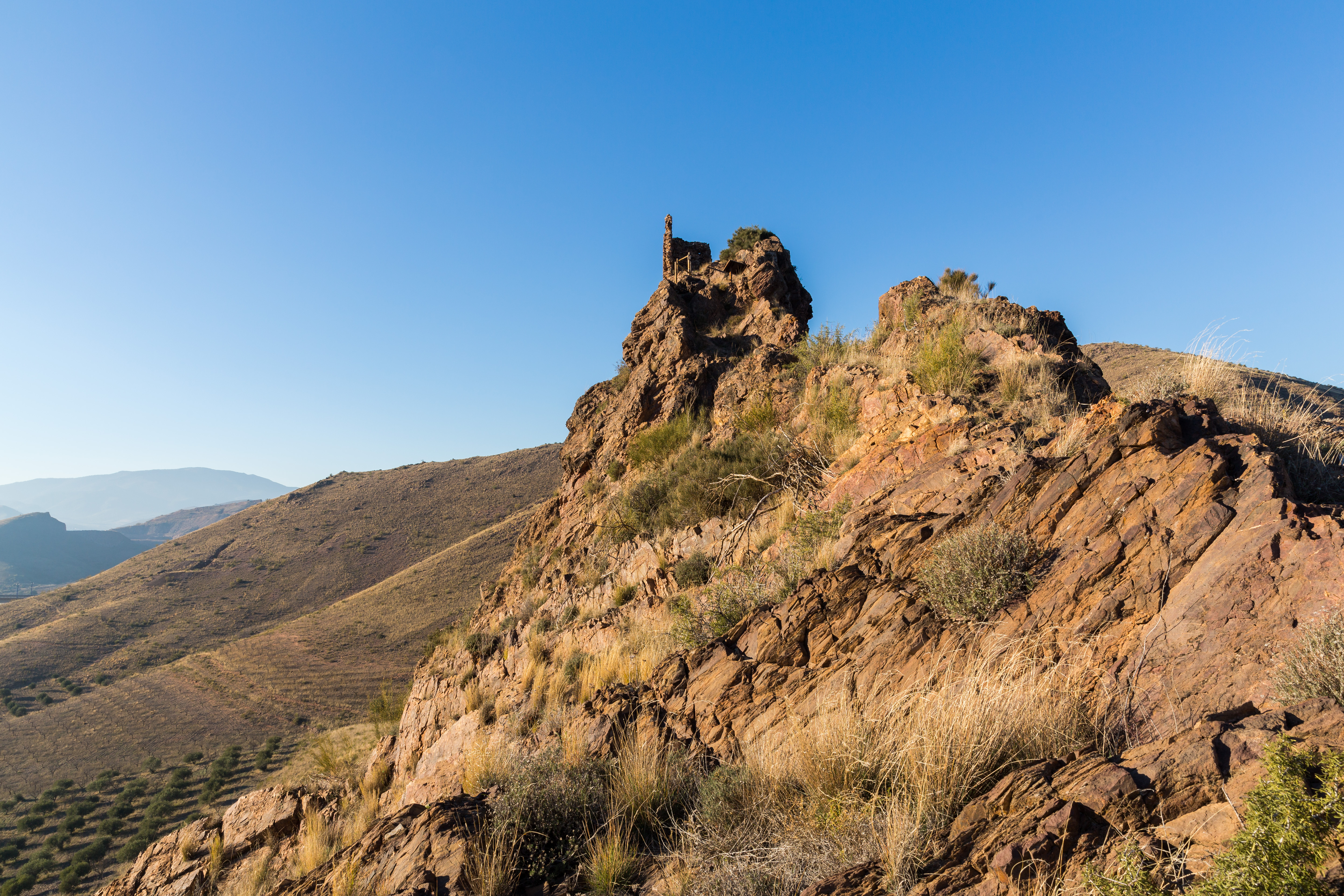
Castillo y alrededores.
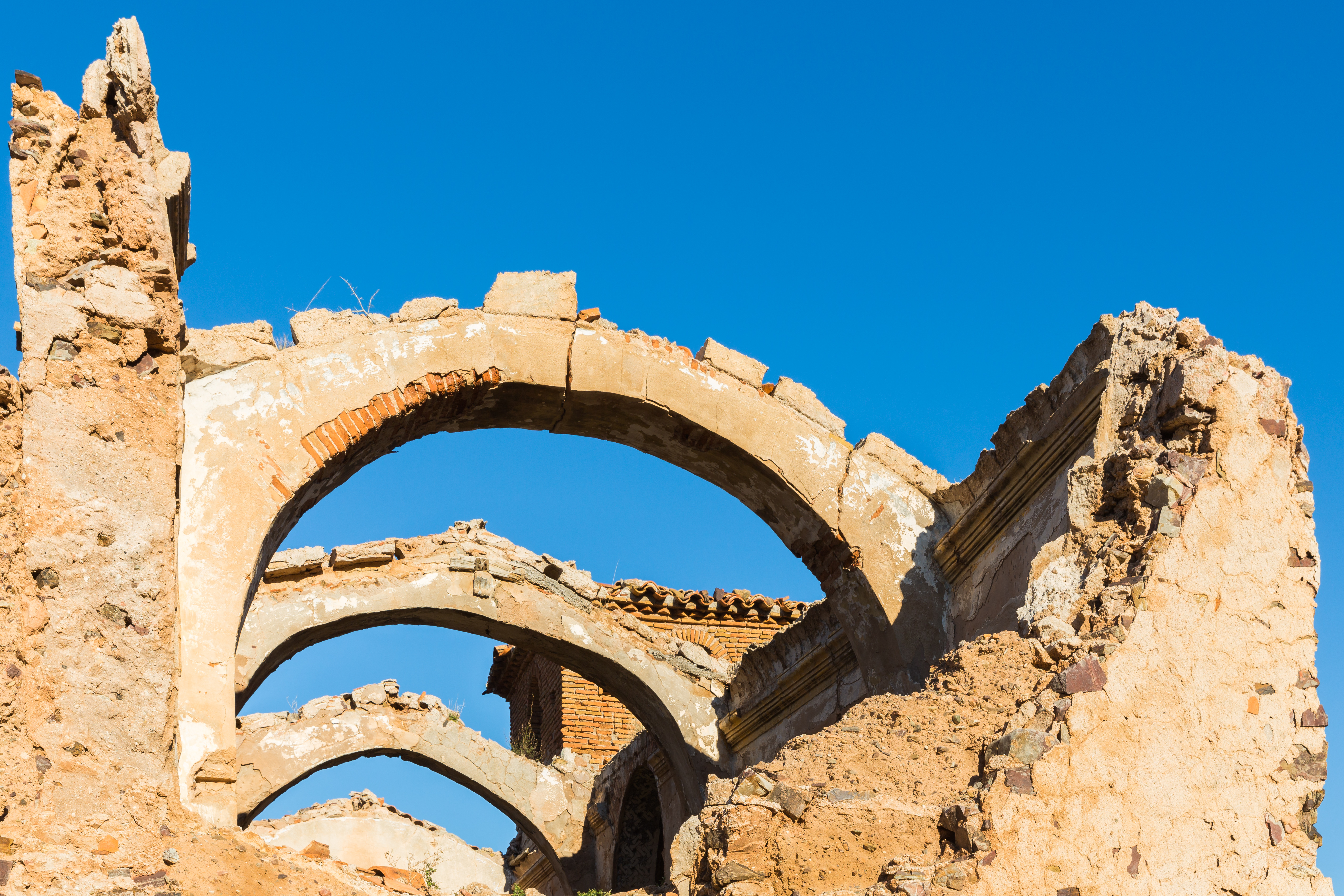
Restos de la iglesia de la Virgen de la Huerta.
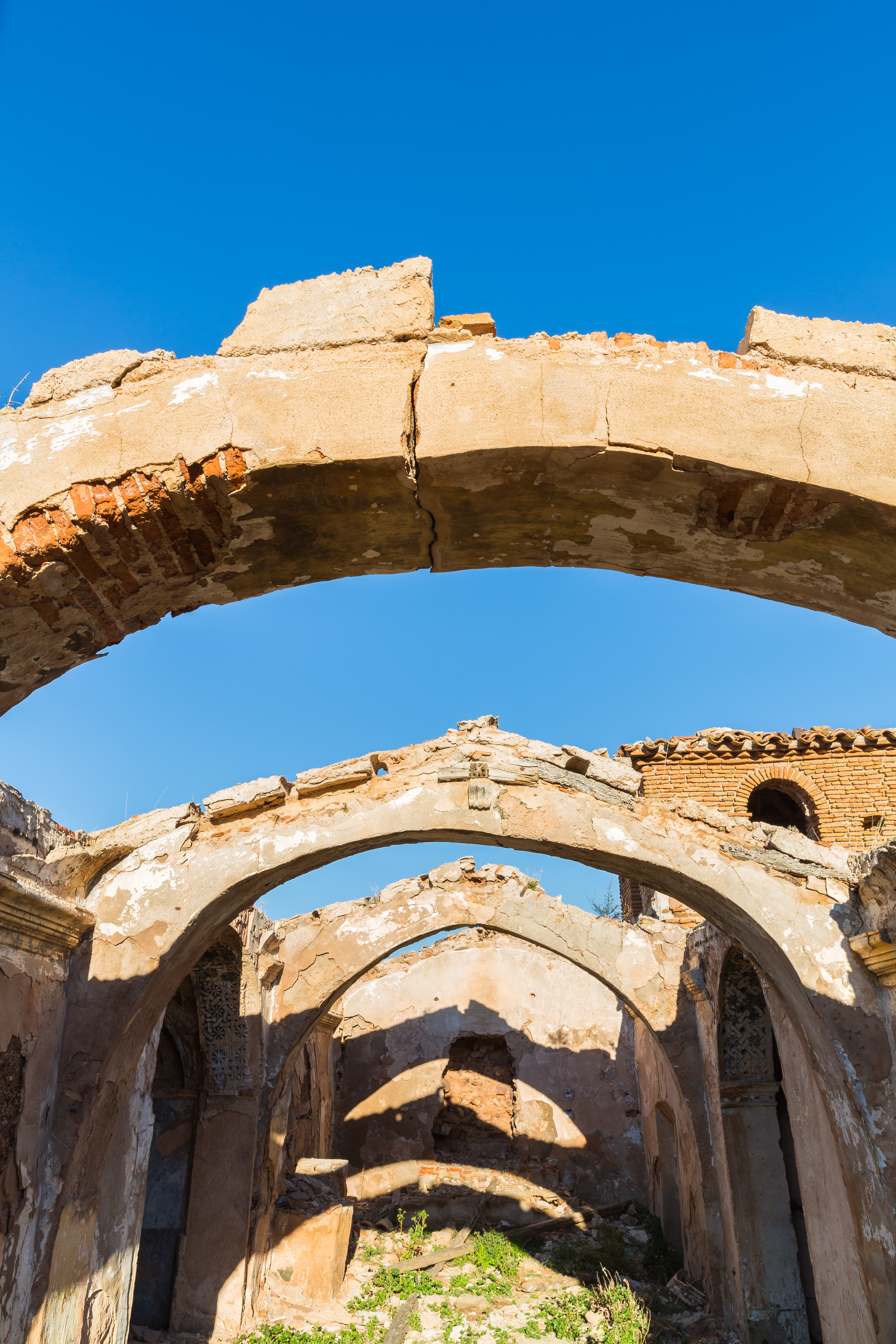
Vista frontal interior del templo.
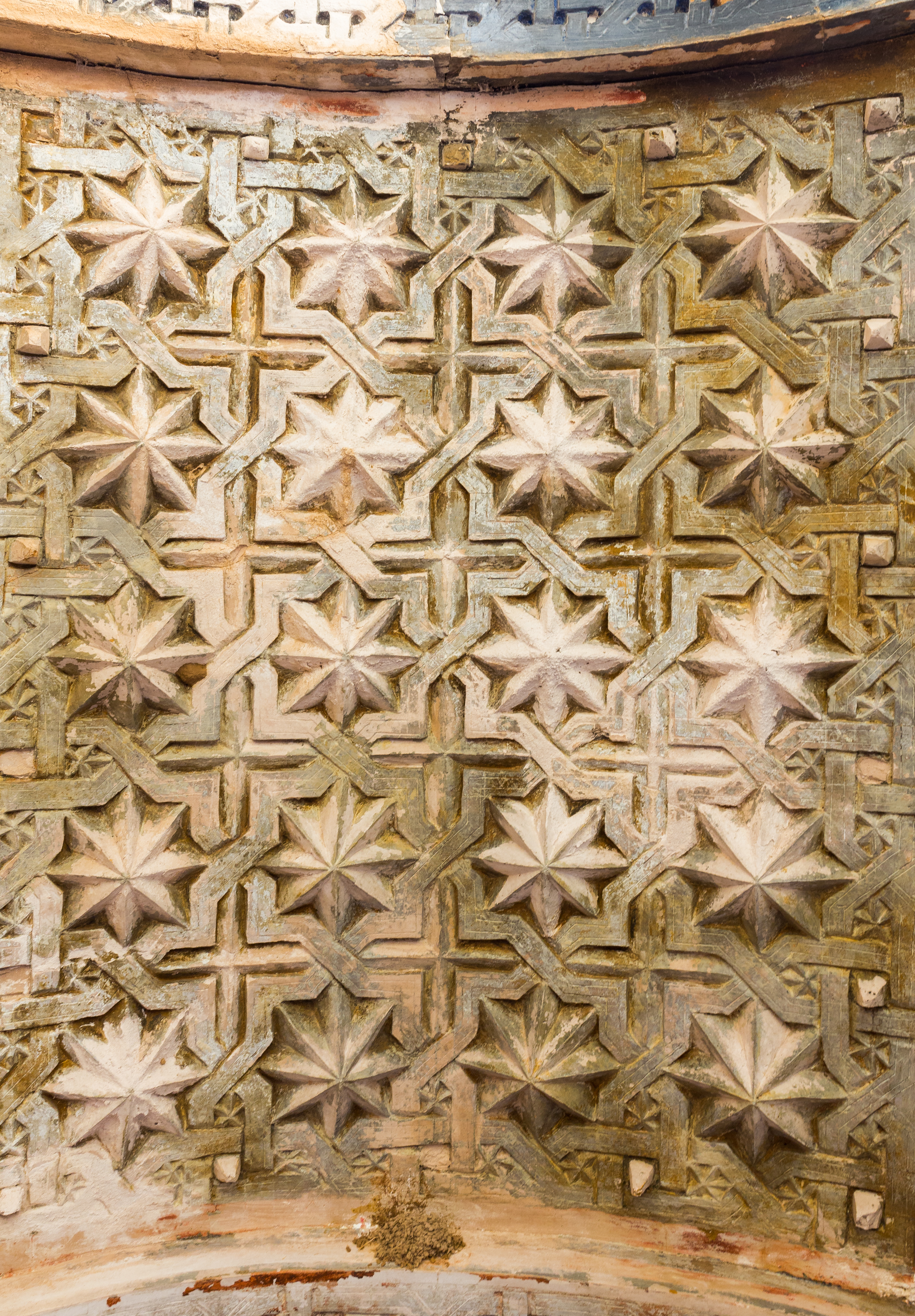
Detalle del techo de la iglesia de la Virgen de la Huerta.